# Borek Strzeliński (przystanek kolejowy)
Borek Strzeliński – zlikwidowany kolejowy przystanek osobowy w Borku Strzelińskim; w gminie Borów, w powiecie strzelińskim, w województwie dolnośląskim, w Polsce. Otwarty w 1910, zamknięty w 1966, zlikwidowany w 1973.